# 台湾省行政長官公署
台湾省行政長官公署（たいわんしょうぎょうせいちょうかんこうしょ）は、第二次世界大戦後、中華民国国民政府が台湾省を占領および統治するために設置した特別行政組織。1945年（民国34年）9月1日に正式に設立されたが、2年足らずで廃止された。台湾省行政長官公署が台湾を統治したのはわずかな期間であったが、「二・二八事件」という大きな事件を経験した。

## 成立
1943年に行われたカイロ会談で、連合国は戦争終結後に台湾を中華民国に帰属させることを決めた。1944年4月、重慶の中華民国政府は中央設計局によって「台湾調査委員会」を立ち上げ、陳儀を主任委員に任命した。この委員会は、当時日本の統治下にあった台湾の経済、政治、民生、軍事など各方面について詳細な調査を行った。
戦後、重慶の国民政府では台湾をどのように接収管理するかで意見が分かれた。一方は、その他の「淪陥区」と同様に「台湾省」を設立することを建議した。もう一方は、台湾に軍や警察など特別な公権力を設置する「特別行政区」を設立するよう主張した。最終的には、当時の指導者であった蔣介石が陳儀の「台湾接管計画綱要」の意見を受け入れ、台湾省行政長官公署を設立した。これによって、台湾では『省組織法』に基づく中国大陸の他の省と異なり、接収の責任を負う陳儀に立法・司法・行政などに亘る権限が集中した。公署の人員は当初2,000人と定められた。

## 沿革
- 1945年
  - 8月29日：蔣介石が陳儀を「台湾省行政長官（中国語版）」に任命する。
  - 9月1日：重慶国民政府が「台湾省行政長官公署」と「台湾省警備総司令部（中国語版）」の設立を公布。同時に陳儀に「台湾省警備総司令」を兼任させる。
  - 9月20日：国民政府、台湾省行政長官公署組織条例を公布。
  - 10月5日：台湾省行政長官公署前進指揮所が台北に設置させる。
  - 10月25日：中国戦区台湾省降伏式典が10時から台北公会堂で行われる。降伏する側は日本の台湾総督府が出席し、陳儀は中国戦区の最高統帥を代表して出席し降伏を受け入れた。同日、台湾省行政長官公署は正式に活動を開始し、役所は元の台北市役所（現在の行政院）に置かれた。
- 1946年
  - 2月20日：行政長官公署は元の台湾総督府と軍事引継ぎを終える。
- 1947年
  - 2月28日：台湾全島で動乱が発生。後に二・二八事件と呼ばれる。
  - 4月22日：行政院は台湾省行政長官公署を廃止し、台湾省政府に改組することを決定する。
  - 5月16日：台湾省行政長官公署が廃止され、台湾省政府が成立する。初代主席は魏道明。

## 組織
台湾省行政長官公署は一種の臨時的な組織で、台湾接収時における権限を一元化し、接収を滞りなく行うことを目的としていた。（台湾年鑑民国35年巻）このため、その組織はもともとあった台湾総督府の官公庁の組織を受け継いだ部分が非常に多かった。行政長官のほかに、民政処、教育処、会計処、工鉱処、農林処、交通処、台湾省専売局、台湾省法院などの関係組織が設けられていた。